# Camponotus whitei
Camponotus whitei är en myrart som beskrevs av Wheeler 1915. Camponotus whitei ingår i släktet hästmyror, och familjen myror. Inga underarter finns listade.

## Bildgalleri

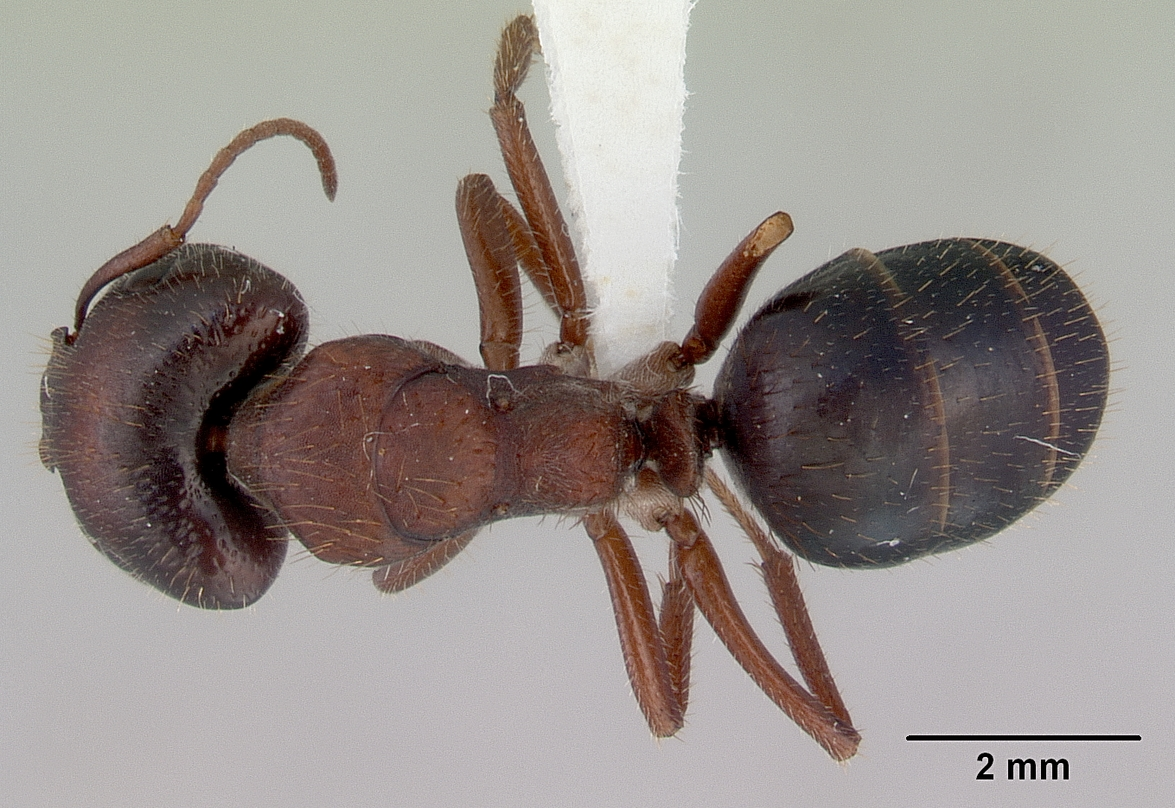
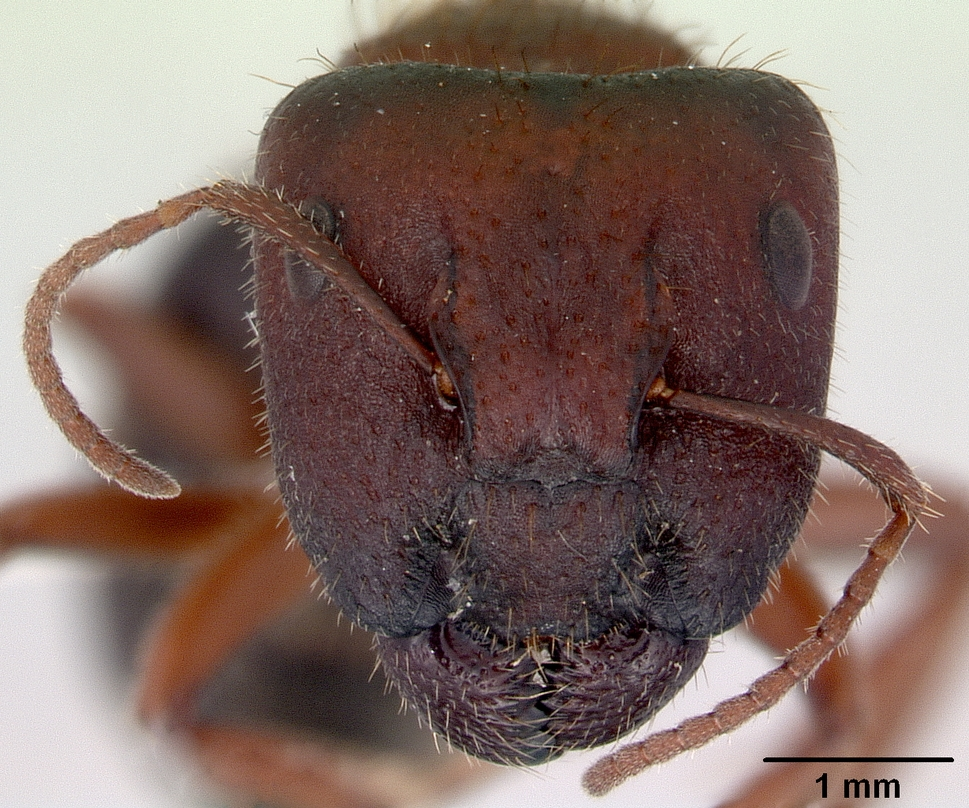
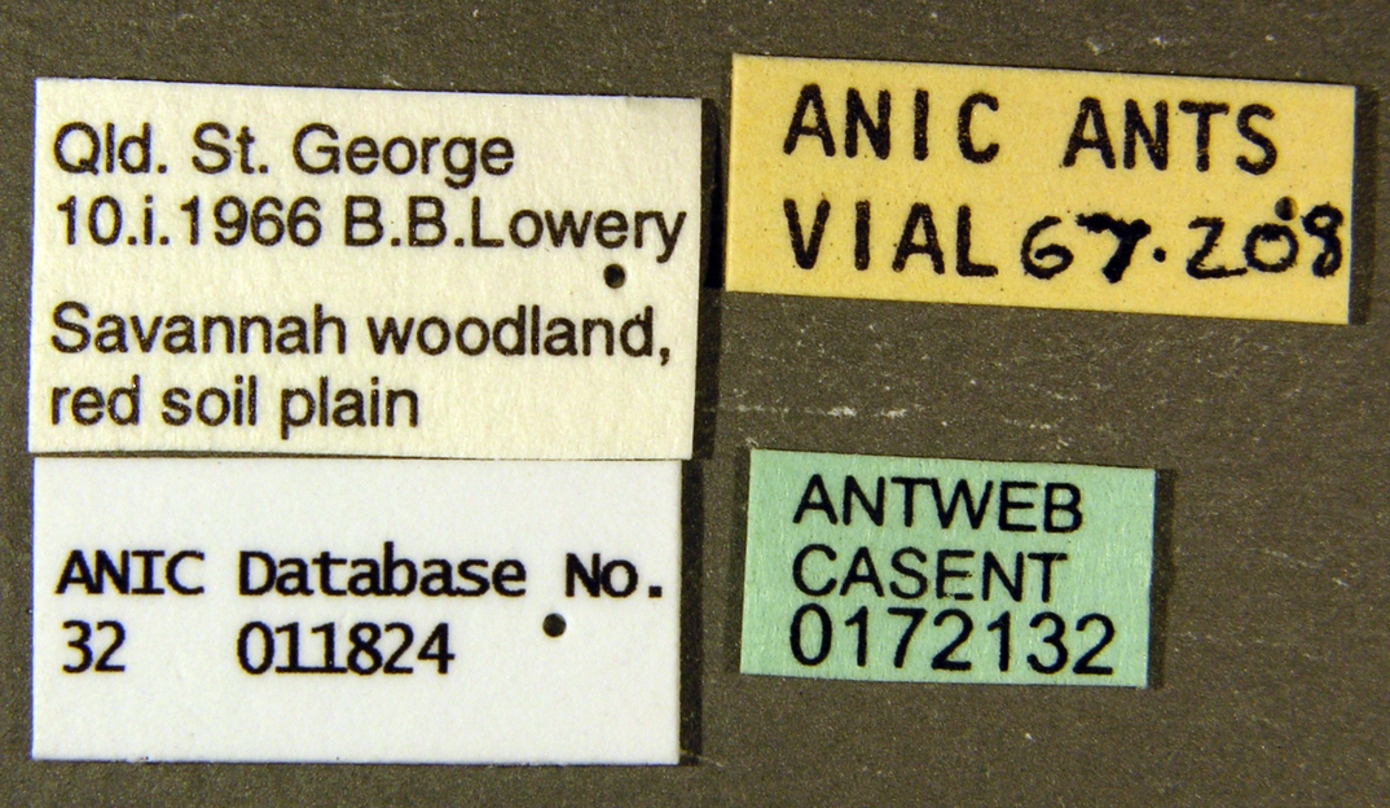
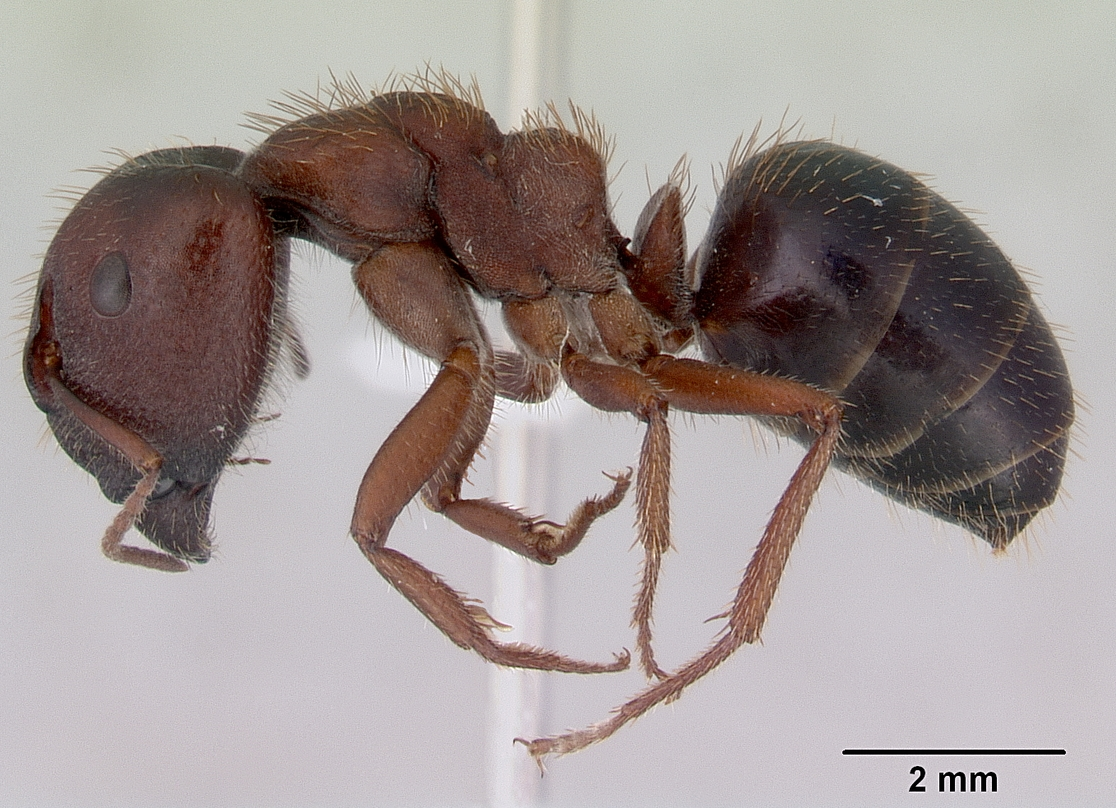
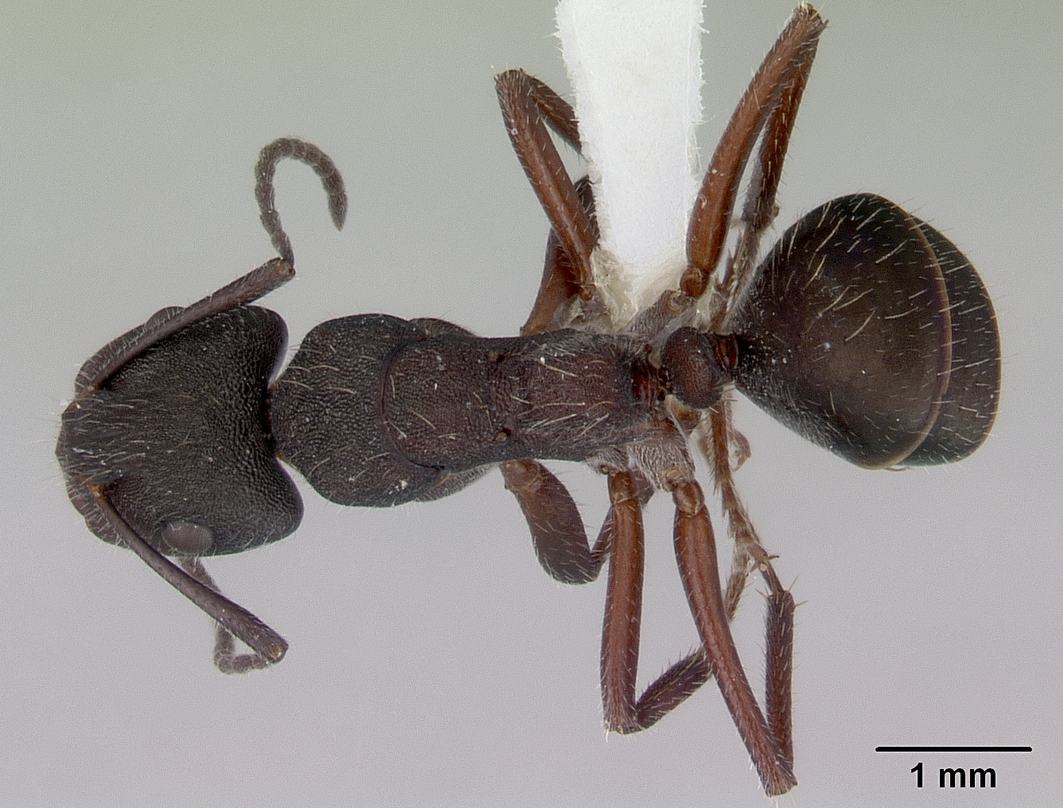
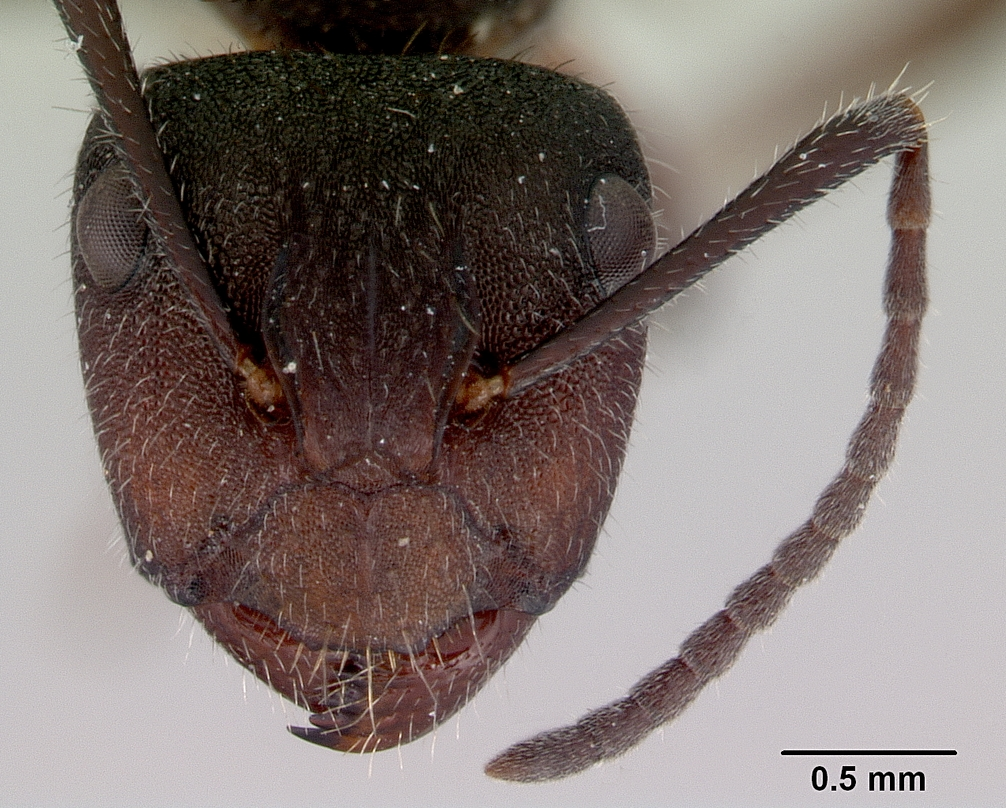